# Статский советник (фильм)
«Статский советник» — российский художественный фильм 2005 года, экранизация одноимённого романа Бориса Акунина.
В российский прокат фильм вышел 21 апреля 2005 года.
Телевизионная премьерный показ четырёхсерийной версии фильма прошёл на Первом канале с 26 по 29 декабря 2005 года.

## Сюжет

### Историческая основа
Сюжет основан на реальных событиях. В истории предреволюционной России известно несколько случаев, когда высокие полицейские и жандармские чины пытались использовать революционеров-террористов в личных целях. Так, в 1882 году полковник жандармерии Г. П. Судейкин планировал с помощью перевербованного им террориста-народовольца С. П. Дегаева контролировать деятельность революционеров, периодически «снимая урожай» в виде некоторого числа арестованных, а также сформировать подконтрольную ему и неуловимую для полиции группу, которая совершила бы убийство министра внутренних дел графа Д. А. Толстого, препятствовавшего карьере Судейкина, а также ряда других влиятельных лиц. Судейкин рассчитывал таким образом не только избавиться от конкурентов, но и посеять в высших эшелонах власти панический страх перед террором, после чего выступить в качестве того, кто сможет единолично справиться с опасностью. Этим планам не суждено было сбыться, так как Дегаев был разоблачен народовольцами и принял их предложение помочь ликвидировать Судейкина в обмен на жизнь и возможность покинуть Россию. Результатом этого соглашения стала засада на конспиративной квартире, где полковник встречался с Дегаевым. Группа террористов во главе с Германом Лопатиным 16 декабря 1883 года подстерегла и убила Судейкина. Практически те же намерения имел директор департамента полиции В. К. Плеве, впоследствии также убитый террористами, направленными Азефом.

### Основная сюжетная линия
Конец XIX века, Российская империя. Поезд Петербург — Москва останавливается на станции Клин, последней перед Москвой. В спецвагон, где под надёжной охраной едет министр царского правительства генерал-адъютант Храпов, садится человек, отрекомендовавшийся статским советником Эрастом Фандориным, чиновником для особых поручений при московском генерал-губернаторе, ответственным за безопасность Храпова в Москве. Прибывший предъявляет документы, он вполне соответствует известному охранникам словесному портрету Фандорина, его пропускают к генералу. Вскоре генерала находят в купе мёртвым, а на рукоятке окровавленного клинка обнаруживается метка «БГ» — знак неуловимой террористической «Боевой Группы», наводящей ужас на обе столицы. Террорист, выдавший себя за Фандорина — глава «БГ» по кличке Грин — успешно скрывается с места преступления и с тремя сообщниками, Рахметом, Емелей и Снегирём, поселяется в Москве, где им помогает местная революционерка Игла. Непричастность к делу реального Фандорина выясняется сразу же, как только тот встречается с охраной генерала: террорист был лишь немного похож на Фандорина и подгримирован для усиления сходства.
Убийство Храпова — это «пощёчина власти», оно означает неминуемое увольнение в отставку московского генерал-губернатора Долгоруцкого. Расстроенный всем произошедшим, Долгоруцкий просит у Фандорина, которому всегда благоволил, сделать всё, чтобы найти убийц генерала быстро и своими силами, что позволит ему уйти в отставку с достоинством, не будучи опозоренным. Славящийся своим дедуктивным методом Фандорин начинает расследование, первую ниточку которому дают сами террористы: из обстоятельств дела ясно, что убийцы знали, кто обеспечивает безопасность генерала, и располагали описанием внешности Фандорина. Фандорин был назначен ответственным за визит Храпова лишь накануне, и об этом было известно только петербургскому Департаменту полиции и троим служащим жандармского управления Москвы. Очевидно, только от этого узкого круга лиц могла произойти утечка информации.
Фандорин ведёт расследование, успевает задержать одного из членов группы, Рахмета, но от следствия его очень быстро «отодвигает» звезда сыска генерал князь Пожарский, специально прибывший из Петербурга с именным повелением. Тем временем «БГ» продолжает действовать, на этот раз пополняя партийную кассу: ограблена карета казначейства, перебита охрана, похищена огромная сумма денег. Фандорин решает выяснить, кто передаёт сведения «БГ», сообщив всем подозреваемым разную информацию и проверив, как отреагируют террористы. Совершенно неожиданная реакция «БГ» заставляет Фандорина на мгновение заподозрить даже собственную возлюбленную, но он всё же находит правильный, хотя и невероятный ответ на свой вопрос. «Источником» «БГ» оказывается сам князь Пожарский.
Пожарский организует операцию по захвату Боевой Группы так, чтобы в перестрелке Фандорин из-за мнимой «нелепой случайности» погиб. Но Фандорин благодаря своей ловкости остаётся жив, Снегирь и Емеля гибнут, от группы остаётся только Грин, которому продолжает помогать влюбившаяся в него Игла.
В беседе с глазу на глаз Пожарский признаётся, что выводы Фандорина правильны: генерал действительно снабжал информацией «БГ», чтобы сначала избавляться руками террористов от соперников и пугать чиновников, а затем выступить в роли единственного спасителя государства, уничтожившего неуловимую группу, и получить за это власть и привилегии. Теперь, после спровоцированной отставки Долгоруцкого, московским генерал-губернатором станет великий князь Симеон, покровитель Пожарского, а сам Пожарский поднимется до московского обер-полицмейстера. Фандорин не может в открытую выступить против Пожарского: ему просто не поверят. Пожарский предлагает Фандорину стать союзником либо просто «отойти в сторонку и промолчать». Фандорин выбирает последнее, так как, в отличие от Пожарского, знает, что Грин уже догадался о предательстве своей помощницы, Жюли Ренар, через которую Пожарский подсовывал группе сведения об объектах терактов, и Грин заставил Жюли назначить Пожарскому встречу. В итоге Пожарский отправляется по вызову Жюли, чтобы уничтожить Грина и стяжать лавры единоличного победителя Боевой Группы, а Фандорин лишь тихо говорит ему вслед: «Зло пожирает само себя». Так и оказывается: Пожарский смертельно ранит Грина и убивает Жюли, но и сам гибнет вместе с подорвавшей его и себя Иглой, которую перед смертью называет её настоящим именем — графиня Добринская.
Новый генерал-губернатор предлагает Фандорину пост обер-полицмейстера и своё покровительство. Сначала Фандорин резко отказывается, но после непродолжительных раздумий возвращается в кабинет Симеона и даёт своё согласие.

### Романтическая линия
Параллельно основному сюжету в фильме показана история любви и расставания Фандорина с молодой «сочувствующей» идеям революции Эсфирью Авессаломовной Литвиновой, дочерью крупного банкира — крещёного еврея. Впервые встретившись во время обыска охранки в квартире, где собирался кружок «сочувствующих», они тут же проникаются чувствами друг к другу, хотя спокойному, флегматичному и привыкшему к порядку чиновнику Фандорину вроде бы совершенно не пара взбалмошная девушка, начитавшаяся социалистической литературы. Они несколько раз ссорятся и мирятся, но в конце концов Литвинова оставляет Фандорина, когда узнаёт, что тому предложен пост обер-полицмейстера и он не собирается от этого поста отказываться.
Ещё одна романтическая линия — отношения Грина и Иглы, которые начинаются как взаимно-неприязненные и заканчиваются столь же взаимным, хотя и по-революционному скупым выражением любви. Да и мадемуазель Жюли Ренар (чья фамилия по-французски означает «лисица»), содержательница элитного публичного дома в Петербурге, оказывается вовлечённой в историю с Боевой Группой исключительно из романтических чувств к Пожарскому.

### Личная история боевиков
В реминисценциях (в более длинной версии фильма) показаны сцены прошлого Грина, из которых становится ясно, что он, еврей по национальности, защищая свой дом и пожилых родителей, убил во время погрома черносотенца, возглавлявшего толпу погромщиков, за что был арестован, а впоследствии бежал при обстоятельствах, когда его наверняка сочли погибшим.
Из сцен допроса Рахмета становится известно, что тот не имеет ничего общего с левыми идеями, а попал в Боевую Группу после того, как, будучи офицером-кавалеристом, застрелил своего командира, был заключён в крепость, откуда бежал.

### Кинотеатральная версия
В «укороченной» версии отсутствуют сцены прошлого Грина, объясняющие начало его преступной жизни.
Также отсутствует сцена разговора Литвиновой и Долгоруцкого, в котором Литвинова признаётся генералу, что хочет быть с Фандориным, а Долгоруцкий советует ей найти себе более подходящую пару. Вырезана сцена расставания Фандорина и Литвиновой после назначения Фандорина обер-полицмейстером, то есть, согласно «обрезанной» версии, Литвинова не уходит от Фандорина.

## В ролях
| Актёр                | Роль                                                                 |
| -------------------- | -------------------------------------------------------------------- |
| Олег Меньшиков       | статский советник Эраст Петрович Фандорин                            |
| Никита Михалков      | генерал Глеб Георгиевич Пожарский                                    |
| Константин Хабенский | террорист Григорий Гринберг по прозвищу «Грин»                       |
| Оксана Фандера       | графиня Ольга Алексеевна Добринская террористка «Игла»               |
| Эмилия Спивак        | Эсфирь Литвинова                                                     |
| Фёдор Бондарчук      | полковник Пётр Иванович Бурчинский                                   |
| Михаил Ефремов       | начальник филеров Евстратий Павлович Мыльников                       |
| Юрий Колокольников   | поручик Смольянинов                                                  |
| Олег Табаков         | князь Владимир Андреевич Долгоруцкий московский генерал-губернатор   |
| Масами Агава         | слуга Фандорина Маса                                                 |
| Алексей Горбунов     | агент охранки «Гвидон» Николай Иосифович Селезнев террорист «Рахмет» |
| Мария Миронова       | Жюли Ренар                                                           |
| Владимир Машков      | налётчик Тихон Богоявленский по прозвищу «Козырь»                    |
| Павел Белозёров      | инженер Ларионов агент охранки и «боевой группы»                     |
| Кирилл Грацинский    | террорист «Снегирь»                                                  |
| Дмитрий Мухамадеев   | террорист «Емеля»                                                    |
| Ростислав Янковский  | министр Иван Фёдорович Храпов генерал-адъютант                       |
| Александр Стриженов  | Великий князь Симеон Александрович                                   |
| Игорь Ясулович       | химик Семён Львович Аронзон приват-доцент                            |
| Владимир Зайцев      | ротмистр фон Зейдлиц начальник охраны Храпова                        |
| Владимир Краснов     | камердинер князя Долгоруцкого Фрол Ведищев                           |

| Актёр               | Роль                          |
| ------------------- | ----------------------------- |
| Андрей Лебедев      | врач                          |
| Филипп Янковский    | пьяный гусар в салоне Жюли    |
| Ольга Юрасова       | революционерка-масонка        |
| Екатерина Вуличенко | горничная                     |
| Андрей Фролов       | офицер                        |
| Сергей Болотаев     | фотограф                      |
| Владимир Болотнов   | посыльный генерал-губернатора |
| Константин Спасский | телохранитель Пожарского      |
| Олег Заболотный     | банщик                        |
| Сергей Еремеев      | жандармский офицер            |
| Павел Ващилин       | адъютант                      |
| Сергей Багиев       | полковник                     |
| Николай Соловьёв    | чиновник                      |
| Вадим Рябинин       | офицер-адъютант жандармерии   |

Меньшиков в роли Фандорина — условие, которое поставил Борис Акунин, давая разрешение на экранизацию романа. Сам Меньшиков говорил, что хотел бы играть не Фандорина, а Пожарского.

## Съёмочная группа
- Автор сценария: Борис Акунин
- Режиссёр: Филипп Янковский
- Оператор-постановщик: Владислав Опельянц
- Художник-постановщик: Владимир Аронин
- Композитор: Энри Лолашвили
- Звукорежиссёр: Константин Зарин
- Монтаж: Энцо Меникони и Ярослав Мочалов
- Художник-гример: Людмила Дьякова
- Продюсер: Леонид Верещагин
- Генеральный продюсер, художественный руководитель: Никита Михалков
- Постановщик трюков: Валерий Деркач

## Различия сюжета фильма и содержания книги
- В книге фамилия московского генерал-губернатора — «Долгорукой», в фильме — «Долгоруцкий». Очевидный прототип — князь Владимир Андреевич Долгоруков, сменённый в 1891 году на посту московского генерал-губернатора Великим князем Сергеем Александровичем (который, в свою очередь, превратился в книге и фильме в «Симеона Александровича»).
- Сообщения, которые подбрасывают Грину, в книге имеют подпись «ТГ», а в фильме — «СДД». В книге Пожарский расшифровывает аббревиатуру Фандорину как «Терпсихора Геликонская», а Грину — как «терциус гауденс» («третий радующийся» по-латыни). В фильме же в первом случае «СДД» означает «смерть дарящая Диана», а во втором — «сожрите друг друга». Также в более длинной версии фильма Игла и Грин пытаются расшифровать «СДД» самостоятельно, версия Грина — «социал-демократический доброжелатель».
- Персонаж Фёдора Бондарчука, полковник Бурчинский — своего рода компиляция двух персонажей романа, Бурляева и Сверчинского.
- В фильме Фандорин задерживает Рахмета сам, в романе — при помощи филёров Мыльникова.
- В книге Сверчинский гибнет в результате взрыва бомбы на Николаевском вокзале, Бурляев — при попытке ареста Боевой Группы. Бурчинский в фильме после неудачной попытки скомпрометировать Пожарского увольняется от должности начальника московского жандармского управления и назначается полицмейстером на Камчатку, что является явным понижением (в расширенной версии — стреляется, узнав, что ему грозит каторга).
- В фильме Рахмет выплёскивает кислоту в лицо Ларионову, в книге — смертельно ранит из револьвера. Упоминания о кислоте, выплеснутой Рахметом, в книге имеются, однако там жертвой был не Ларионов и эти события, о которых становится известно из воспоминаний Грина, происходят до начала действия романа.
- В фильме Грин, находясь в Москве, звонит Жюли по телефону в Петербург, чтобы вызвать криминального «специалиста» Козыря. В книге он для этого посылает ей телеграмму, что более реалистично, так как во время описываемых событий (1891 год) постоянной телефонной связи между этими городами ещё не было (появилась лишь в 1899 году).
- В книге ограбление кареты казначейства происходит по совершенно иному сценарию: с отвлекающим манёвром, уводящим большую часть охраны, тогда как в фильме всех охранников просто расстреливают.
- В фильме при побеге от боевиков из бани Фандорин одетым перепрыгивает с крыши бани на крышу соседнего дома, а уже с неё — на землю. В книге полностью голый Эраст Петрович прыгает с крыши бани на землю, совершая «полёт ястреба», которому его в Японии научили «Крадущиеся» (ниндзя). В книге Пожарский голым быстро пробегает через женское отделение бани, в фильме же он проходит через него одетым (даже в шубе и шапке) и притворившись слепым и не понимающим, куда он зашёл. В обоих случаях он проходит через женское отделение бани без особых проблем, зато разозлённые женщины атакуют преследующих его полностью одетых боевиков.
- Значительные различия в сцене засады, на которой убивают Снегиря и Емелю:

- в фильме действие происходит у ледяного лабиринта в Нескучном саду, в книге — в Брюсовском сквере (вымышленное место);
- в фильме Фандорин накануне проверяет яму, где ему предстоит прятаться, но утром она оказывается накрытой чем-то твёрдым, в книге — Пожарский якобы перепутал, с какой стороны от скамейки она должна быть;
- в фильме Фандорин совершает акробатический прыжок через ледяную стену, Снегиря убивают, когда он пытается бежать из ловушки, а Грин просто бежит сквозь оцепление под прикрытием взрыва; в книге Эраст Петрович пытается спасти Снегиря, затащив его с собой в яму, но из-за «ошибки» Пожарского они остаются в сугробе под обстрелом, и лежащий на Фандорине Снегирь невольно спасает его, прикрыв своим телом от пуль, а Грин спасается, случайно наткнувшись на ход, проделанный для отхода Фандорина.

- В сцене в доме Иглы, в книге Жюли мешает Грину выстрелить в Пожарского, вцепившись в руку с оружием, а в фильме Пожарский сам отвлекает Грина, после чего убивает и его, и Жюли.
- В романе Пожарский не использовал пистолет скрытого ношения в рукаве, а Грина застрелил из пистолета в кармане.
- В романе Фандорин и Пожарский ровесники, при этом последний является полковником, а не генералом, как в фильме.
- В фильме Пожарский сравнивает свою удачливость и удачливость Фандорина (используя колоду игральных карт) вскоре после их знакомства, в романе же — ближе к финалу.
- В конце романа Фандорин идёт представляться своему новому начальнику — великому князю Симеону Александровичу, будучи, как и положено в таких случаях, одетым в мундир. В фильме же он является к Симеону Александровичу в штатском, что совершенно недопустимо для чиновника.
- Принципиально отличается концовка — в книге Фандорин, шокированный как методами работы Пожарского, так и снисходительным отношением к ним Симеона Александровича, отказывается служить под началом Симеона и после разговора с ним уходит с государственной службы (после этого он вынужден эмигрировать и несколько лет, до событий «Коронации», провести за границей, занимаясь частным сыском), в фильме — после отказа возвращается и принимает предложение. Пойти на это Бориса Акунина убедил Никита Михалков, ошибочность своего решения писатель осознал во время выборов 2004 года[4].

## Отсылки к другим известным фильмам
- Во время допроса Рахмета генерал Пожарский (Никита Михалков) сравнивает арестованного с персонажем пушкинской «Сказки о царе Салтане» — князем Гвидоном: «Вы будете летать с этого острова Буяна в царство нашего славного Салтана то комаром, то мухой, то шмелём… Мохнатым». Добавление последнего слова, отсутствующего в тексте романа, — явная отсылка к знаменитому романсу Андрея Петрова «А цыган идёт» (из фильма Эльдара Рязанова «Жестокий романс»), который исполнял другой персонаж, сыгранный Михалковым, — Сергей Сергеевич Паратов.
- В ходе дедукции Фандорин раскладывает карты с изображениями подозреваемых, что отсылает к размышлениям Штирлица с использованием портретов, им нарисованных.[источник не указан 1675 дней]
- Глеб Георгиевич Пожарский является полным тёзкой Жеглова — главного героя романа братьев Вайнеров «Эра милосердия» и поставленного по нему телефильма «Место встречи изменить нельзя».
- Фраза Пожарского «С карамелькой за щекою» — из песенки поросенка Фунтика («Неуловимый Фунтик»).

## Награды и номинации
| Награды и номинации | Награды и номинации                 | Награды и номинации                   | Награды и номинации | Награды и номинации |
| Награда             | Категория                           | Номинант                              | Результат           |                     |
| ------------------- | ----------------------------------- | ------------------------------------- | ------------------- | ------------------- |
| Кинонаграды MTV     | «Лучшая женская роль»               | Оксана Фандера                        | Номинация           |                     |
| Кинонаграды MTV     | «Лучшая кинокоманда»                |                                       | Номинация           |                     |
| Кинонаграды MTV     | «Лучший поцелуй»                    | Оксана Фандера и Константин Хабенский | Номинация           |                     |
| «Золотой орёл»      | «Лучшая мужская роль в кино»        | Никита Михалков                       | Победа              |                     |
| «Золотой орёл»      | «Лучшая мужская роль второго плана» | Константин Хабенский                  | Победа              |                     |
| «Золотой орёл»      | «Лучший игровой фильм»              |                                       | Номинация           |                     |
| «Золотой орёл»      | «Лучшая женская роль второго плана» | Мария Миронова                        | Номинация           |                     |
| «Золотой орёл»      | «Лучшая мужская роль второго плана» | Владимир Машков                       | Номинация           |                     |
| «Ника»              | «Лучшая работа художника»           | Владимир Аронин                       | Победа              |                     |
| «Ника»              | «Лучшая мужская роль»               | Никита Михалков                       | Номинация           |                     |
| «Ника»              | «Лучшая женская роль второго плана» | Оксана Фандера                        | Номинация           |                     |
| «Кинотавр»          | «Лучшая мужская роль»               | Никита Михалков                       | Победа              |                     |
| «Кинотавр»          | «Главный приз»                      |                                       | Номинация           |                     |